# ورنر کائگی

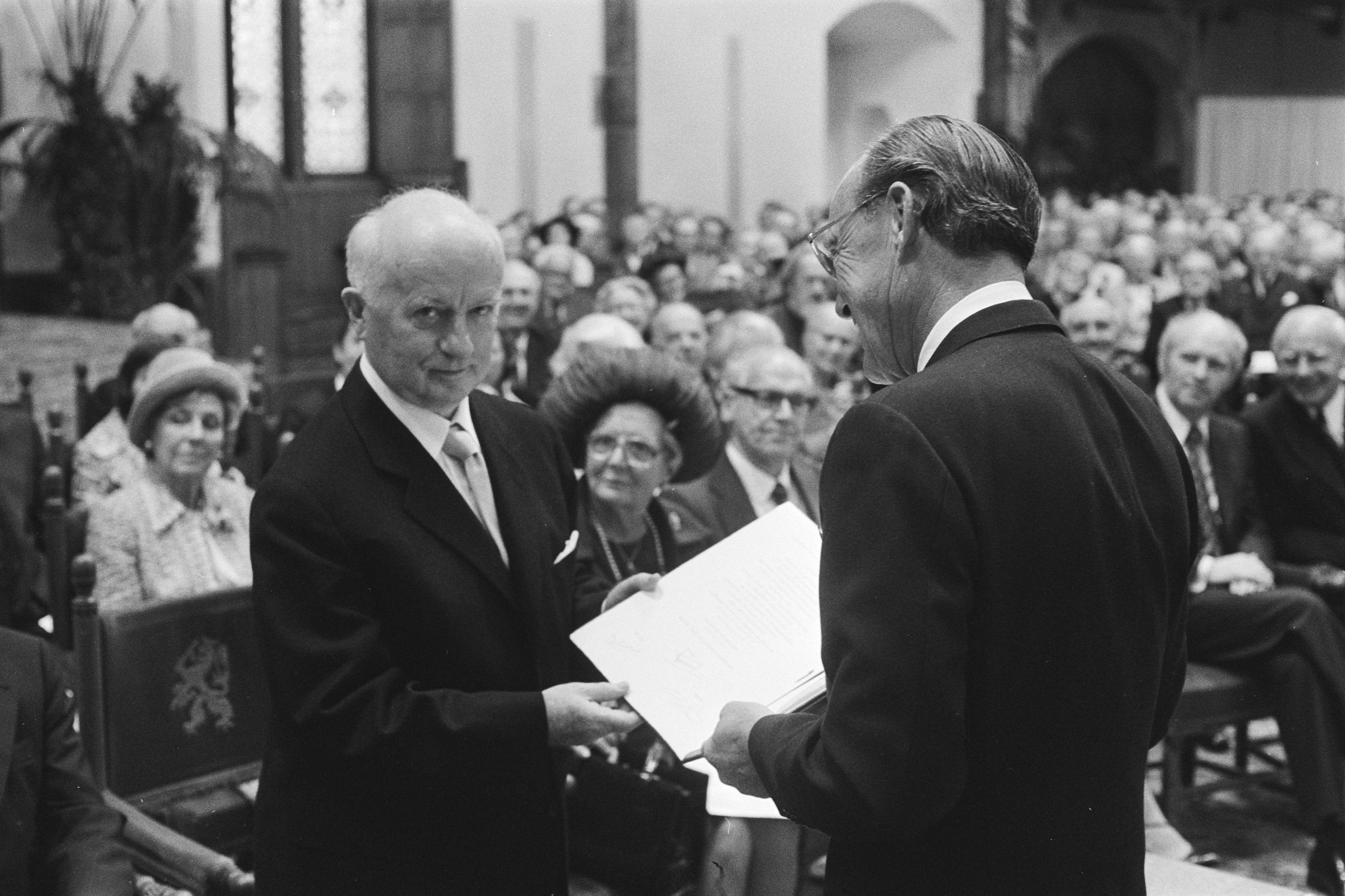
کائگی هنگام دریافت جایزه اراسموس (۱۹۷۷)

ورنر کائگی (به انگلیسی: Werner Kaegi) (زادهٔ ۱۹۰۱ – درگذشتهٔ ۱۹۷۹) تاریخ‌دان سوئیسی است که بیشتر به خاطر کارش، زندگی‌نامه یاکوب بورکهارت شناخته شده است. این کتاب در ۷ جلد از سال ۱۹۴۷ تا ۱۹۸۲ منتشر شد.
کائگی جایزه گوتفرید-کلر-پریس (قدیمی‌ترین جایزه ادبی سوئیس) و جایزه اراسموس را دریافت کرد.
همسرش آدرین فون اسپایر (۱۹۰۲–۱۹۶۷) عارف و استیگماتیست بود. کارگردان روحی و دوستش هانس اوراس فون بالتازار که متخصص الهیات بود مجله‌ای را در مورد زندگی او سال‌های طولانی نگه داشته بود که در آن جزئیاتی از رابطه او با ورنر کائگی را می‌توان پیدا کرد. این نشریه بعدها با نام زمین و بهشت در سه جلد ویرایش شد.
کائگی در سال ۱۹۴۸ عضو خارجی آکادمی سلطنتی هنر و علوم هلند شد.